# Dothliuk
Dothliuk, jedna od četiri glavnih teritorijalnih skupina Muckleshoot Indijanaca koja je obitavala do ranog 20. stoljeća u području kod današnjeg grada South Prairie, u blizini gdje Cole Creek utječe u South Prairie Creek, pritoku rijeke Carbon River.